# Heiner Altmeppen

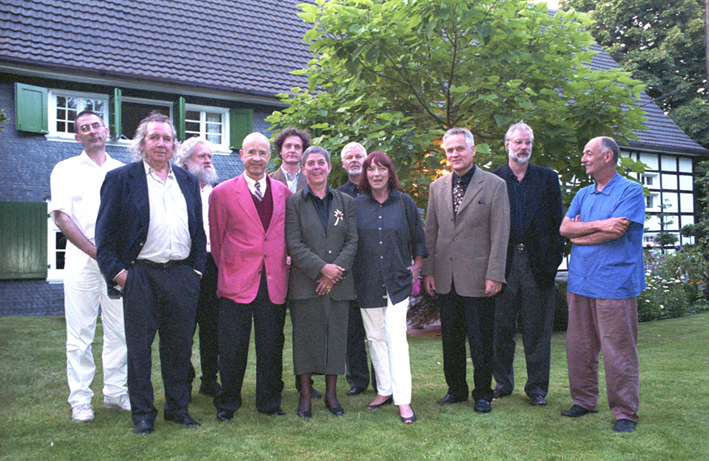
Heiner Altmeppen (2. von rechts) unter Kollegen (1999)

Heiner Altmeppen (* 6. März 1951 in Leer, Ostfriesland, aufgewachsen in Papenburg) ist ein deutscher Maler und Grafiker. Er zählt zu den besten deutschen Fotorealisten.

## Leben
Altmeppen studierte von 1971 bis 1978 an der Hochschule für bildende Künste Hamburg. 
Auf der Herbstausstellung des Kunstvereins Hannover wurde er 1983 mit dem ersten Publikumspreis ausgezeichnet. 1984 gewann er den zweiten Preis des Wettbewerbs „Deutsche Landschaft – heute“ der Zeitschrift Art. 
Seit 1977 waren Arbeiten Altmeppens in zahlreichen Ausstellungen zu sehen. Hervorzuheben sind hier die Ausstellungen in der Staatlichen Kunsthalle Berlin 1989, im Landesmuseum Oldenburg 1992, im Pariser Centre Georges Pompidou 1994, im Schleswig-Holsteinischen Landesmuseum 1994 sowie mehrere Ausstellungen im Berliner Gropiusbau. 2005: Große Übersichtsausstellung in der Kunsthalle Dominikanerkirche in Osnabrück. Er ist Mitglied der Freien Akademie der Künste Hamburg.
Heiner Altmeppen lebt und arbeitet in Bayerfeld-Steckweiler in Rheinland-Pfalz.

## Werk
Zentraler Impuls seiner künstlerischen Arbeit ist der Wille, eine spezifische, auf sinnlichem Sinn fußende Welterfahrung auszudrücken: eine komplexe, das Metaphysische einbeziehende Sicht des faktisch Vorhandenen bildhaft darzustellen, die neben dem tagtäglich praktizierten, auf Nützlichkeit hin ausgerichteten Wiedererkennen der realen Gegebenheiten existiert – die das kindliche Erfassen der Gegenstände und Örtlichkeiten prägt, die dem Erwachsenen in der Regel jedoch, von punktuellen Erhellungen abgesehen, sukzessive abhandenkommt.

## Anknüpfung an Kindheitserfahrungen
Seine ersten Arbeiten, die 1974/75 entstandenen „Papenburger Landschaften“ wirken, als habe er den „Deichweg“, den „Sand“, die „Kaimauer“ etc. genau, aber in leicht melancholischer Stimmung observiert, um wieder in das ästhetische Kraftfeld der Dinge zu geraten, d. h. ihre Anwesenheit als Faszinosum wahrzunehmen, wie ihm das während der Kindheit gelungen war.
1975, unmittelbar nach der „Kiesgrube“, dem vorläufig letzten Bild der „Papenburger Landschaften“, entsteht „Knut“, Altmeppens erstes Porträt. Dieser Sprung aber beinhaltet mehr als nur einen Wechsel des Sujets. War es vorher der weite Blick zurück auf erinnerungsträchtiges Terrain seiner Vergangenheit, so erscheint das Motiv jetzt, als sei die innere Kamera neu einjustiert, in greifbarer Nähe. Zudem ausgestattet mit jenem Fluidum, das ihm absolute Gegenwärtigkeit verleiht. „Kunst ist“, diesen Satz Henry Moores zitiert Altmeppen 1998, „nichts anderes als der Versuch, die Intensität frühester Erfahrungen wiederzugewinnen.“ Das Bildnis „Knut“ und andere Porträts deuten an, dass ihm dieser Versuch gelingen wird.

## Ästhetische Wahrnehmung
Er gelingt definitiv mit dem 1977 entstandenen Ölgemälde „Heiligengeistfeld“. Zu sehen ist ein Ausschnitt des als Veranstaltungs- und Parkplatz genutzten Areals im Hamburger Stadtteil St. Pauli und auf diesem weiträumigen Gelände, unter sternenbestücktem Himmel, eine Ansammlung von LKWs im Licht hoher Mastleuchten: gezeigt in flacher Draufsicht, freigestellt vor dem blau-schwarzen Hintergrund, deutlich exponiert mithin in ihrer Plastizität und – Kunstlicht von oben – aufglimmend in geheimnisvoll wirkender Farbigkeit. Altmeppen malt dieses Bild, wie er später berichtet, in Erinnerung an einen glückhaften Moment seiner Kindheit im Garten seiner Eltern, der durch die schattige, dunkle Wand im Hintergrund und das gleichzeitig übers Dach einfallende Sonnenlicht eine besondere, nahezu sakrale Atmosphäre erhält. „Da werden Lastwagen zu Madonnen“, hieß es in einer Kritik anlässlich der ersten Ausstellung in Göttingen (1977) und dieser Satz beschreibt genau, was passiert: Transportgeräte, Repräsentanten einer zweckbezogenen Perspektive, werden geparkt in einem magischen Raum und damit aus dem pragmatischen Zusammenhang in den Bereich ästhetischer Wahrnehmung überführt. 
Im weiteren Verlauf seiner künstlerischen Entwicklung findet Altmeppen, herausgefordert durch neue Sujets, auch andere Bildmittel (Steigerung der Raumwirkung, extreme Konturenschärfe und Informationsdichte), um magische Konstellationen dieser Art zu fixieren. Die Motive, Landschaften vor allem, die er dabei vor allem im Blick hat, wechseln, aber primär und immer ist es dieses außerordentliche, über die Maßen intensive Licht, das die Dinge herausreißt aus ihrer Profanität, sie mit Leuchtkraft versieht, die über ihre Gegenständlichkeit hinausweist, aber doch ganz in ihnen geborgen bleibt.

## „Deutsche Landschaft“, ein Hauptwerk
Unter den bislang entstandenen Gemälden ist die „Deutsche Landschaft“ (Standort: Deutsche Bundesstiftung Umwelt, Osnabrück) hervorzuheben. Ein Riesenformat (190 × 320 cm) und nicht nur von den Ausmaßen her ein monumentales Werk. Vier Jahre (1994/1998) hat Altmeppen daran gearbeitet, „und es gab“ – so der Künstler – „viele Tage, an denen ich nicht einmal die Fläche einer Streichholzschachtel bedeckt habe.“ Minutiös durchgemalt von der Buchenbaumrinde im greifbar nahen Vordergrund und dem gewaltigen Steinbruch dahinter, der die Erde aufreißt bis zu den branstig roten Ablagerungen des Mesozoikums, über Flur- und Waldstücke, über Burgruine, Dorf und Kirche, über Schnellstraßen, Gewerbegebiete, Industrieanlagen und dem bald abgeräumten Lavasandberg mittendrin, dessen Form an den Breughelschen „Turmbau von Babel“ erinnert, bis hin zu den orangefarbenen Wolkenbänken, die weit hinten, eine Autostunde entfernt, die Anhöhen tangieren, liefert das Gemälde die euphorische Topographie einer deutschen Landschaft, ihrer Gegenwart und – inbegriffen eine Reihe von Idyllen, evtl. Kindheitserinnerungen – ihrer Geschichte. Es ist ein wüstes, den Betrachter anfauchendes Zivilisations-Panorama, zugleich aber auch die raumgreifend-phantastische Schilderung einer Landschaftserfahrung: Bildnis einer metaphysischen Realität.
Die Motive dieser Collage stammen aus der Gegend der Pellenz und Vordereifel zwischen Andernach und Mendig.